# Список альбомов № 1 в США в 2015 году (Billboard)

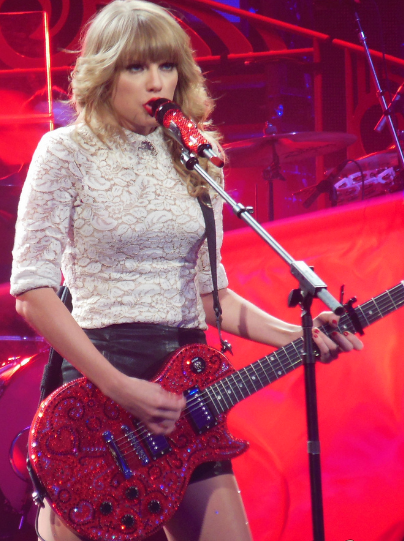
Тейлор Свифт с альбомом «1989» открыла чарт 2015 года (в сумме 6-я неделя на вершине хит-парада, а позднее и 11 недель).

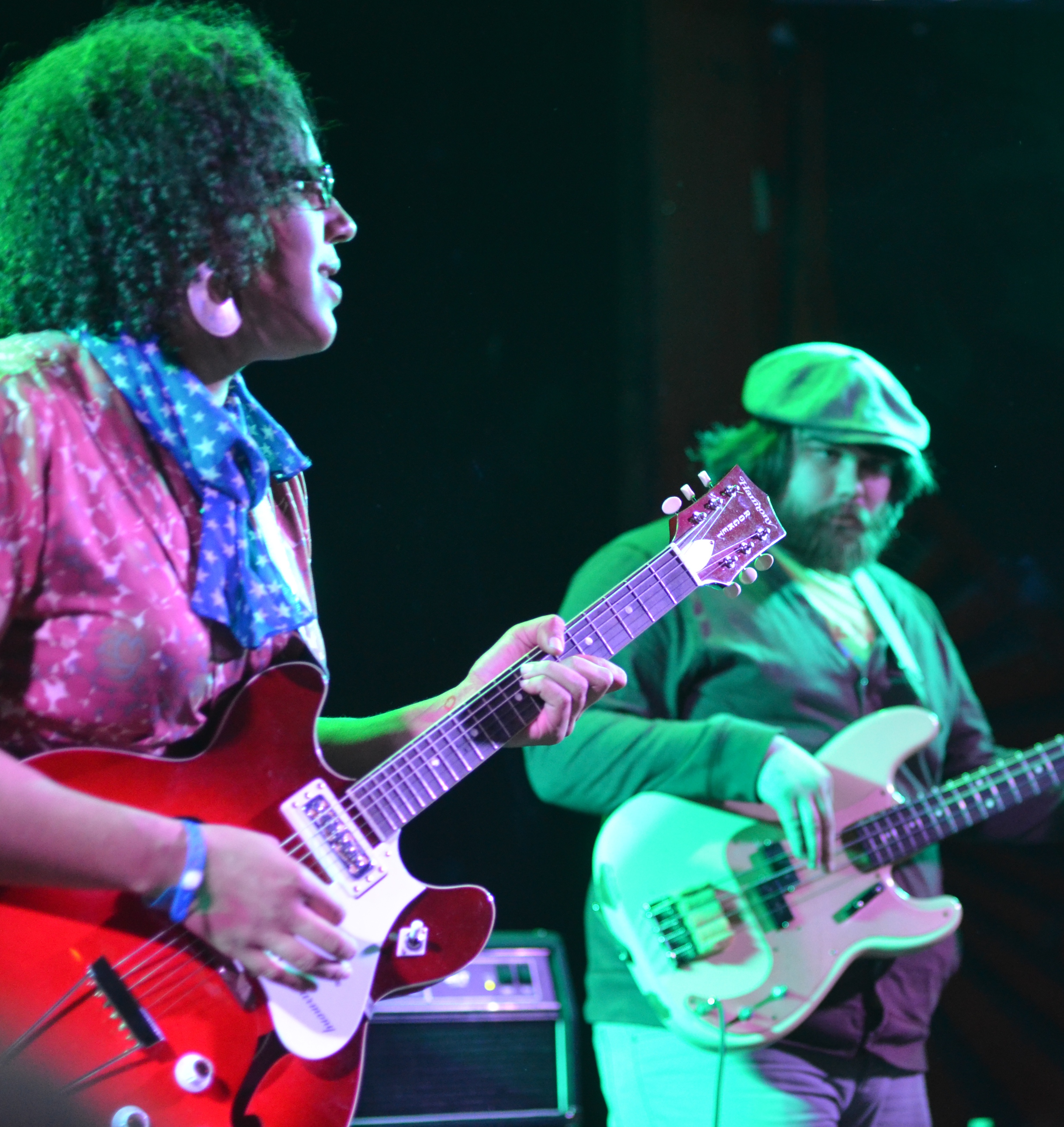
Блюз-рок группа Alabama Shakes с альбомом «Sound & Color» возглавила чарт в мае 2015 года.

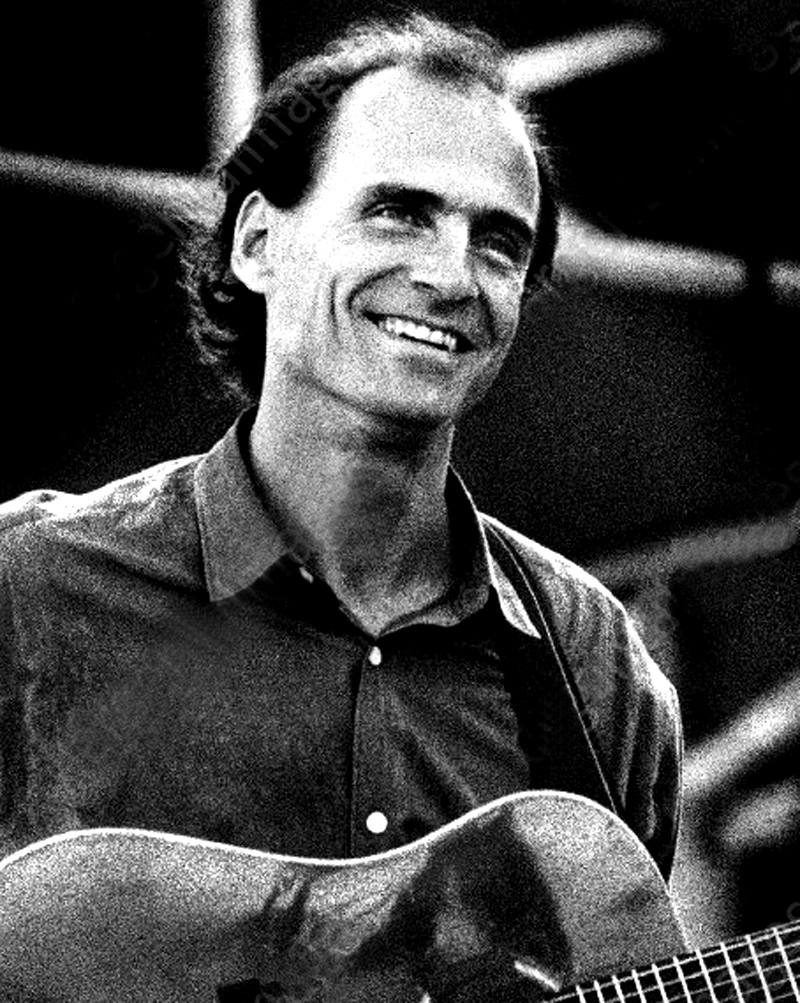
Ветеран фолк-рока Джеймс Тейлор с альбомом «Before This World» возглавил чарт в июле 2015 года.

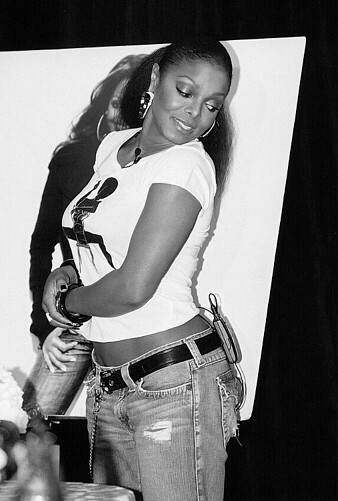
Певица Джанет Джексон с альбомом «Unbreakable» в 7-й раз в карьере возглавила хит-парад США.

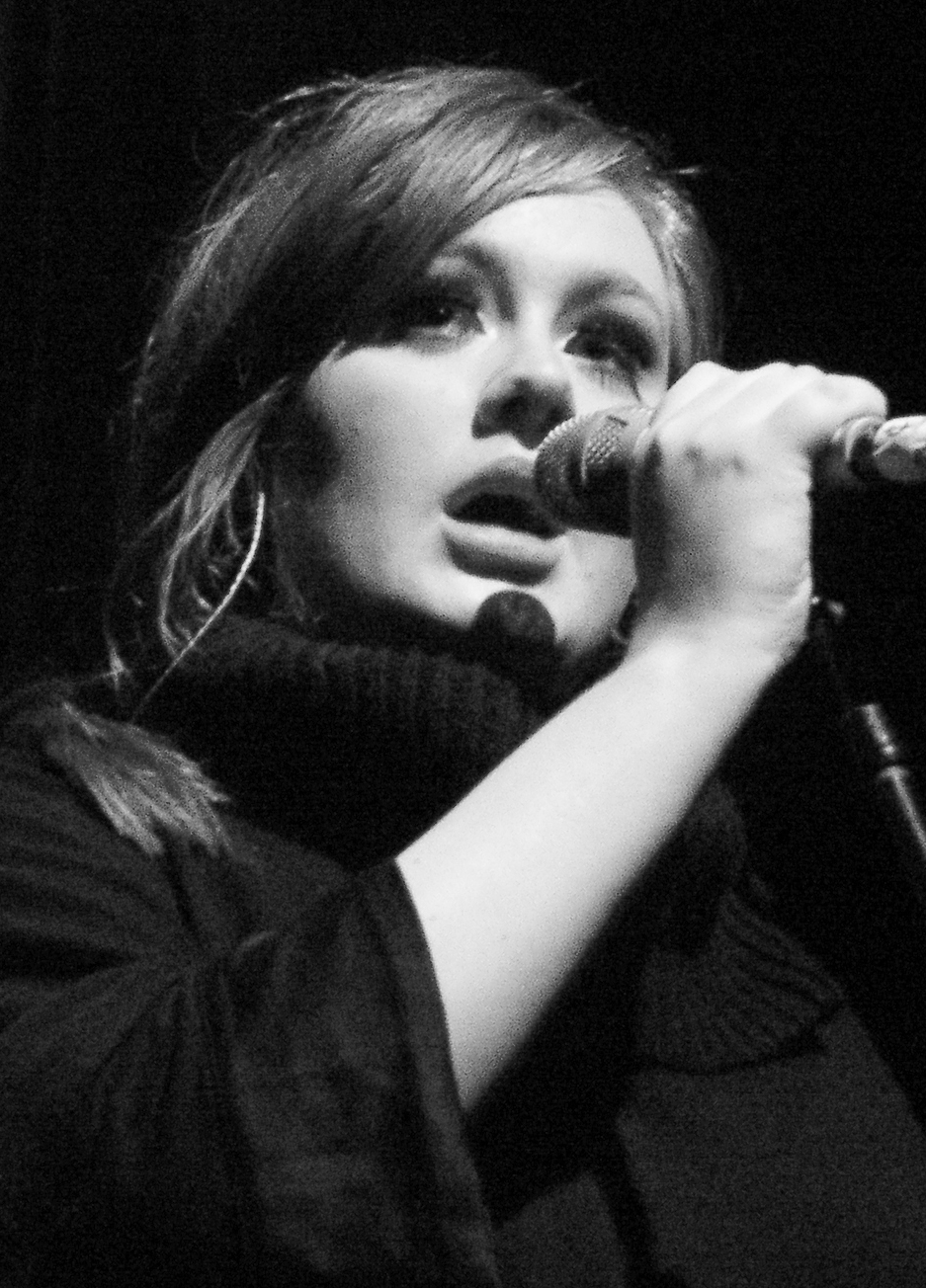
Певица Адель с альбомом «25» возглавила хит-парад США с рекордным тиражом и во 2-й раз в карьере.

Список альбомов № 1 в США в 2015 году (#1 2015 Billboard 200) включает альбомы, возглавлявшие главный хит-парад Северной Америки каждую из 52 недель 2015 года по данным старейшего музыкального журнала США Billboard (данные стали известны заранее, так как публикуются на неделю вперёд).
С 15 августа для подсчёта рейтинга альбомов и синглов служба Nielsen Music добавила сервис Apple Music. Ранее для составления чартов учитывали продажи синглов на физических носителях, интернет-скачивания и стриминговые сервисы Amazon Prime, Apple Music, Beats Music, Google Play, Medianet, Rdio, Rhapsody, Slacker, Tidal, Spotify и Groove Music Pass (бывший Xbox Music).

## Общие сведения
- Альбом 1989 певицы Тейлор Свифт снова возглавил хит-парад альбомом в начале 2015 года. Ранее он уже 5 недель был на № 1 в США в 2014 году (с 15 ноября), а позднее пробудет в сумме 11 недель на вершине. Это её 4-й чарттоппер после предыдущих успехов: Red (№ 1 в 2012 году), Speak Now (2010) и Fearless (2008). В результате Тейлор Свифт стала первым исполнителем в рок-истории, которому удалось продать три раза подряд свыше миллиона экземпляров альбомов за дебютную неделю продаж. Одновременно и её сингл Shake It Off вернулся на первое место в Billboard Hot 100[5][6][7].
- В 7-ю неделю (10 января) лидерства диска 1989 певица Тейлор Свифт довела общее время своего нахождения на № 1 Billboard 200 до 31 недели, что ставит её на второе место среди женщин. Первое место среди певиц занимает Уитни Хьюстон, которая суммарно была 46 недель на первом месте альбомного чарта: Whitney Houston (14 недель № 1), Whitney (11), The Bodyguard: Original Soundtrack Album (20) и I Look To You (1)[8]. Ранее Свифт лидировала с дисками Fearless (11 недель № 1 в 2008 и 2009 годах), Speak Now (6 недель № 1 в 2010 и 2011) и Red (7 недель № 1 в 2012 и 2013)[9].
- В 10-ю неделю (14 февраля) лидерства диска 1989 певица Тейлор Свифт довела общее время своего нахождения на № 1 Billboard 200 до 34 недель и стала 7-м исполнителем в истории, имеющим более чем один альбом с 10 неделями нахождения на № 1 в США: Свифт (2), Уитни Хьюстон (3), The Beatles (4), The Kingston Trio (3), Генри Манчини (2), The Monkees (2) и Элвис Пресли (3)[10]. 21 марта диск 1989 находился в пятёрке лучших свою 19 неделю после дебюта, что стало лучшим результатом впервые после альбома Адель 21, продержавшегося в этой пятёрке свои первые 36 недель[11].
- 28 февраля на первое место вышел альбом If You’re Reading This It’s Too Late американского рэпера Дрейка, ставший его 4-м чарттоппером после предыдущих дисков № 1: Thank Me Later (2010), Take Care (2011) и Nothing Was the Same (2013). Одновременно на № 2 попал саундтрек кинофильма «Пятьдесят оттенков серого» (Fifty Shades of Grey) с участием Элли Голдинг («Love Me Like You Do»), The Weeknd, Энни Леннокс, Бейонсе и других звёзд[12].
- 21 марта на первое место вышел альбом Piece by Piece американской поп и рок-певицы Келли Кларксон, ставший её 3-м чарттоппером после предыдущих дисков № 1: All I Ever Wanted (2009, её 4-й студийный альбом), Thankful (2003, дебютный диск). Кроме того в top 10 были и все другие четыре её альбома: Breakaway (№ 3 в 2004), My December (№ 2, 2007), Stronger (№ 2, 2011) и Wrapped in Red (№ 3, 2013). В эту неделю Sam Smith's In the Lonely Hour находился 31-ю неделю (не подряд) в десятке лучших (на № 8). Это рекордный показатель для певцов-мужчин впервые после Justin Bieber's My World 2.0, пробывший в top 10 31 неделю в 2010 и 2011 годах[11].
- 9 мая на первое место хит-парада США вышел альбом Sound & Color американской блюз-рок группы Alabama Shakes, первый в их карьере чарттоппер. Их дебютный альбом Boys & Girls в 2012 году достиг № 6 в чарте Billboard 200 в марте 2013 года, лишь спустя год после выхода. Тогда же их сингл «Hold On» стал № 1 в чарте Adult Alternative Songs airplay 23 июня 2012 и позже получил номинацию на премию Грэмми (Лучшее рок-исполнение)[13].
- 4 июля на первое место вышел 17-й студийный альбом Before This World ветерана фолк-рока Джеймса Тейлора, став его первым чарттоппером спустя 45 лет после выхода его первого альбома в 1970 году. Дольше к № 1 шёл только ветеран эстрады Тони Беннетт (54 года до диска-лидера: от дебюта «Tony» 23 февраля 1957 года до № 1 альбома Duets II 8 октября 2011 года. На третьем месте рок-группа Black Sabbath, которая ждала 43 года своего первого чарттоппера («13» в 2013 году от дебюта «Black Sabbath» 29 августа 1970 года). Ранее у Джеймса было 11 альбомов в Top-10 (больше только у Нила Даймонда — 14 альбомов в Top-10 до № 1 в 2008 году Home Before Dark). Большая группа исполнителей по десятку раз войдя в Top-10, так и не возглавили его. Это рок-группа Rush и музыкант Рэй Коннифф (по 12 альбомов в top-10 без чарттоппера), певец Sting (10), рок-группы The Who (10) и 311 (9), кантри-певец Брэд Пейсли (9), Brooks & Dunn (9), группа Kiss (9) и Шерил Кроу (9)[14].
- 29 августа чарт возглавил альбом Kill the Lights кантри-певца Люка Брайана с тиражом 345000 единиц (включая 320000 физических копий). Это 3-й чарттоппер певца после Crash My Party (2013) и сборника Spring Break...Here to Party (2013)[15]. Во вторую неделю нахождения на № 1 тираж альбома составил 99000 копий[16].
- 24 октября альбом «Unbreakable» американской исполнительницы Джанет Джексон дебютировал на первом месте в Billboard 200, став для певицы её 7-м диском на позиции № 1 в США после предыдущих Discipline (2008), All For You (2001), The Velvet Rope (1997), janet. (1993), Janet Jackson’s Rhythm Nation 1814 (1989) и Control (1986). Это 3-й показатель в истории среди женщин после Барбры Стрейзанд (10 альбомов № 1) и Мадонны (8)[17].
- 21 ноября хит-парад возглавил, сразу дебютировав на первом месте альбом Traveller кантри-певца Криса Стейплтона. Но это был не совсем дебют, так как диск вышел ещё в мае (и тогда был № 14), потом с сентября отсутствовал в чарте. Но триумфальное выступление на CMA Awards[18] и три главных награды сделали своё дело. Сразу три кантри-диска были в Топ-3: на втором месте Storyteller (Carrie Underwood) и на третьем месте Mr. Misunderstood (Eric Church). А альбом 1989 певицы Тейлор Свифт впервые выпал из top 10, проведя в лучшей десятке подряд 53 недели[19].
- 12 декабря хит-парад возглавил альбом 25 британской певицы по имени Адель с рекордным тиражом 3,38 млн копий в первую неделю релиза. Он стал первым альбомом в истории, чей тираж превысил 3 млн копий в неделю в США, а также вторым в истории диском с продажами выше 2 млн копий за одну неделю.[20].

## Список 2015 года
| Дата        | Альбом № 1 недели                           | Исполнитель                     | Ссылка        |
| ----------- | ------------------------------------------- | ------------------------------- | ------------- |
| 3 января    | 1989                                        | Тейлор Свифт                    | [ 5 ]         |
| 10 января   | 1989                                        | Тейлор Свифт                    | [ 8 ]         |
| 17 января   | 1989                                        | Тейлор Свифт                    | [ 9 ]         |
| 24 января   | 1989                                        | Тейлор Свифт                    | [ 21 ]        |
| 31 января   | Title                                       | Меган Трейнор                   | [ 22 ]        |
| 7 февраля   | American Beauty/American Psycho             | Fall Out Boy                    | [ 23 ]        |
| 14 февраля  | 1989                                        | Тейлор Свифт                    | [ 10 ]        |
| 21 февраля  | 1989                                        | Тейлор Свифт                    | [ 24 ]        |
| 28 февраля  | If You’re Reading This It’s Too Late        | Дрейк                           | [ 12 ]        |
| 7 марта     | Smoke + Mirrors                             | Imagine Dragons                 | [ 25 ]        |
| 14 марта    | Dark Sky Paradise                           | Big Sean                        | [ 26 ]        |
| 21 марта    | Piece by Piece                              | Келли Кларксон                  | [ 11 ]        |
| 28 марта    | Original Soundtrack from Season 1 of Empire | саундтрек телесериала Империя   | [ 27 ]        |
| 4 апреля    | To Pimp a Butterfly                         | Кендрик Ламар                   | [ 28 ]        |
| 11 апреля   | To Pimp a Butterfly                         | Кендрик Ламар                   | [ 29 ]        |
| 18 апреля   | The Album About Nothing                     | Wale                            | [ 30 ]        |
| 25 апреля   | Furious 7                                   | саундтрек к/ф Форсаж 7          | [ 31 ]        |
| 2 мая       | Handwritten                                 | Шон Мендес                      | [ 32 ]        |
| 9 мая       | Sound & Color                               | Alabama Shakes                  | [ 13 ]        |
| 16 мая      | Jekyll + Hyde                               | Zac Brown Band                  | [ 33 ]        |
| 23 мая      | Wilder Mind                                 | Mumford & Sons                  | [ 34 ]        |
| 30 мая      | Pitch Perfect 2                             | саундтрек к/ф Идеальный голос 2 | [ 35 ]        |
| 6 июня      | Blurryface                                  | Twenty One Pilots               | [ 36 ]        |
| 13 июня     | At. Long. Last. ASAP                        | ASAP Rocky                      | [ 37 ]        |
| 20 июня     | How Big, How Blue, How Beautiful            | Florence and the Machine        | [ 38 ]        |
| 27 июня     | Drones                                      | Muse                            | [ 39 ]        |
| 4 июля      | Before This World                           | Джеймс Тейлор                   | [ 14 ]        |
| 11 июля     | Dark Before Dawn                            | Breaking Benjamin               | [ 40 ]        |
| 18 июля     | Dreams Worth More Than Money                | Meek Mill                       | [ 41 ]        |
| 25 июля     | Dreams Worth More Than Money                | Meek Mill                       | [ 42 ]        |
| 1 августа   | Black Rose                                  | Tyrese                          | [ 43 ]        |
| 8 августа   | DS2                                         | Фьючер                          | [ 44 ]        |
| 15 августа  | Woman                                       | Джилл Скотт                     | [ 4 ]         |
| 22 августа  | Descendants                                 | Саундтрек                       | [ 45 ]        |
| 29 августа  | Kill the Lights                             | Люк Брайан                      | [ 15 ]        |
| 5 сентября  | Kill the Lights                             | Люк Брайан                      | [ 16 ]        |
| 12 сентября | Immortalized                                | Disturbed                       | [ 46 ]        |
| 19 сентября | Beauty Behind the Madness                   | The Weeknd                      | [ 47 ]        |
| 26 сентября | Beauty Behind the Madness                   | The Weeknd                      | [ 48 ]        |
| 3 октября   | Beauty Behind the Madness                   | The Weeknd                      | [ 49 ]        |
| 10 октября  | What a Time to Be Alive                     | Дрейк и Фьючер                  | [ 50 ]        |
| 17 октября  | Fetty Wap                                   | Fetty Wap                       | [ 51 ]        |
| 24 октября  | Unbreakable                                 | Джанет Джексон                  | [ 17 ]        |
| 31 октября  | Revival                                     | Селена Гомес                    | [ 52 ]        |
| 7 ноября    | Pentatonix                                  | Pentatonix                      | [ 53 ]        |
| 14 ноября   | Sounds Good Feels Good                      | 5 Seconds of Summer             | [ 54 ]        |
| 21 ноября   | Traveller                                   | Крис Стейплтон                  | [ 19 ]        |
| 28 ноября   | Traveller                                   | Крис Стейплтон                  | [ 55 ]        |
| 5 декабря   | Purpose                                     | Джастин Бибер                   | [ 56 ]        |
| 12 декабря  | 25                                          | Адель                           | [ 20 ] [ 57 ] |
| 19 декабря  | 25                                          | Адель                           | [ 58 ] [ 59 ] |
| 26 декабря  | 25                                          | Адель                           | [ 60 ]        |